# Збиткув
Збиткув (пол. Zbytków) — село в Польщі, у гміні Струмень Цешинського повіту Сілезького воєводства.
Населення — 1305 осіб (2011).
У 1975-1998 роках село належало до Бельського воєводства.

## Демографія
Демографічна структура станом на 31 березня 2011 року:
|          | Загалом | Допрацездатний вік | Працездатний вік | Постпрацездатний вік |
| -------- | ------- | ------------------ | ---------------- | -------------------- |
| Чоловіки | 660     | 159                | 448              | 53                   |
| Жінки    | 645     | 139                | 388              | 118                  |
| Разом    | 1305    | 298                | 836              | 171                  |